# Jütland
Jütland (dänisch Jylland [ˈjylanʔ]; Adjektiv: „jütisch“ oder „jütländisch“, dänisch jysk) ist nach gängiger Lesart der westliche Teil Dänemarks, der sich auf der Kimbrischen Halbinsel befindet und sich von der deutsch-dänischen Grenze bis zur Landspitze Grenen nördlich von Skagen erstreckt. Damit wird das gesamte dänische Festland von Jütland gebildet, während die anderen Teile Dänemarks sich über Inseln erstrecken.
Unter Verweis auf die historische Südgrenze Dänemarks an der Eider kann jedoch auch die Eider als südliche Grenze Jütlands angesehen werden, indem die Region des südlichen Jütlands zwischen Eider und Königsau zunächst integraler Bestandteil des sich entwickelnden Königreichs Dänemarks war und sich dann ab 1236 in das Herzogtum Schleswig entwickelte, das als Reichs- und Königslehen Dänemarks über Jahrhunderte weiterhin an Dänemark gebunden war. Alternativ zur Bezeichnung Schleswig findet sich auch der ältere Begriff Sønderjylland (≈ Südjütland oder Südliches Jütland). Obwohl die beiden Begriffe Schleswig und Sønderjylland im Prinzip dieselbe Region bezeichnen, wird heute umgangssprachlich meist nur noch Nordschleswig als Sønderjylland bezeichnet.
Nach beiden Definitionen werden die vorgelagerten kleinen Inseln wie Rømø, Fænø, Læsø, Anholt, Samsø, Endelave oder Alsen Jütland zugerechnet, ebenso wie die große Insel Vendsyssel-Thy, die Jütland im Norden abschließt, sowie die zwischen Vendsyssel-Thy und dem jütischen Festland liegende Insel Mors.
Die natürlichen Grenzen Jütlands bilden im Uhrzeigersinn die Seegebiete:
- Deutsche Bucht im Westen,
- Skagerrak im Norden,
- Kattegat und Kleiner Belt im Osten.

## Geschichte

Gebiete auf der Kimbrischen (Jütischen) Halbinsel

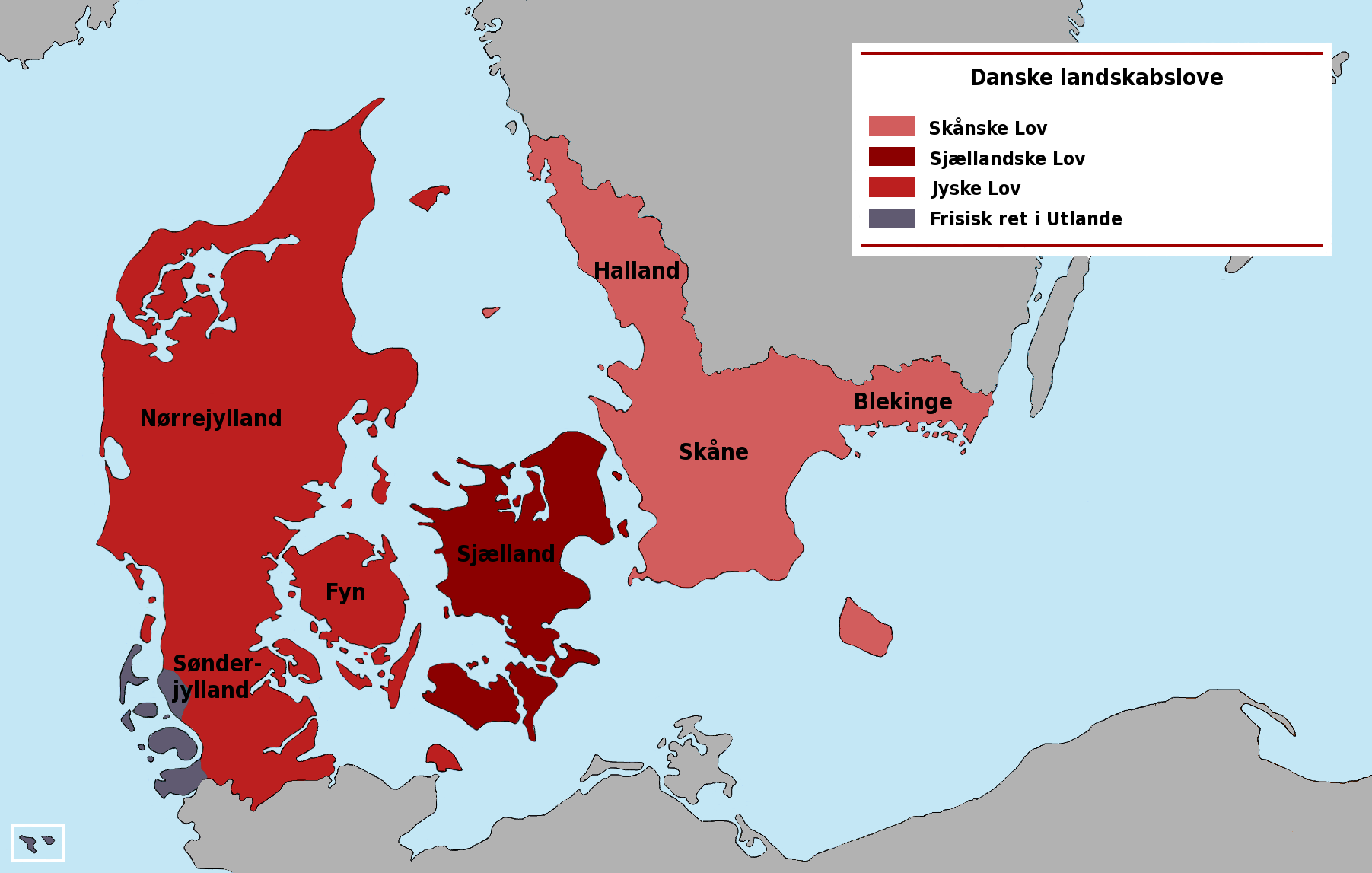
Räumliche Geltungsbereiche der dänischen Landschaftsrechte

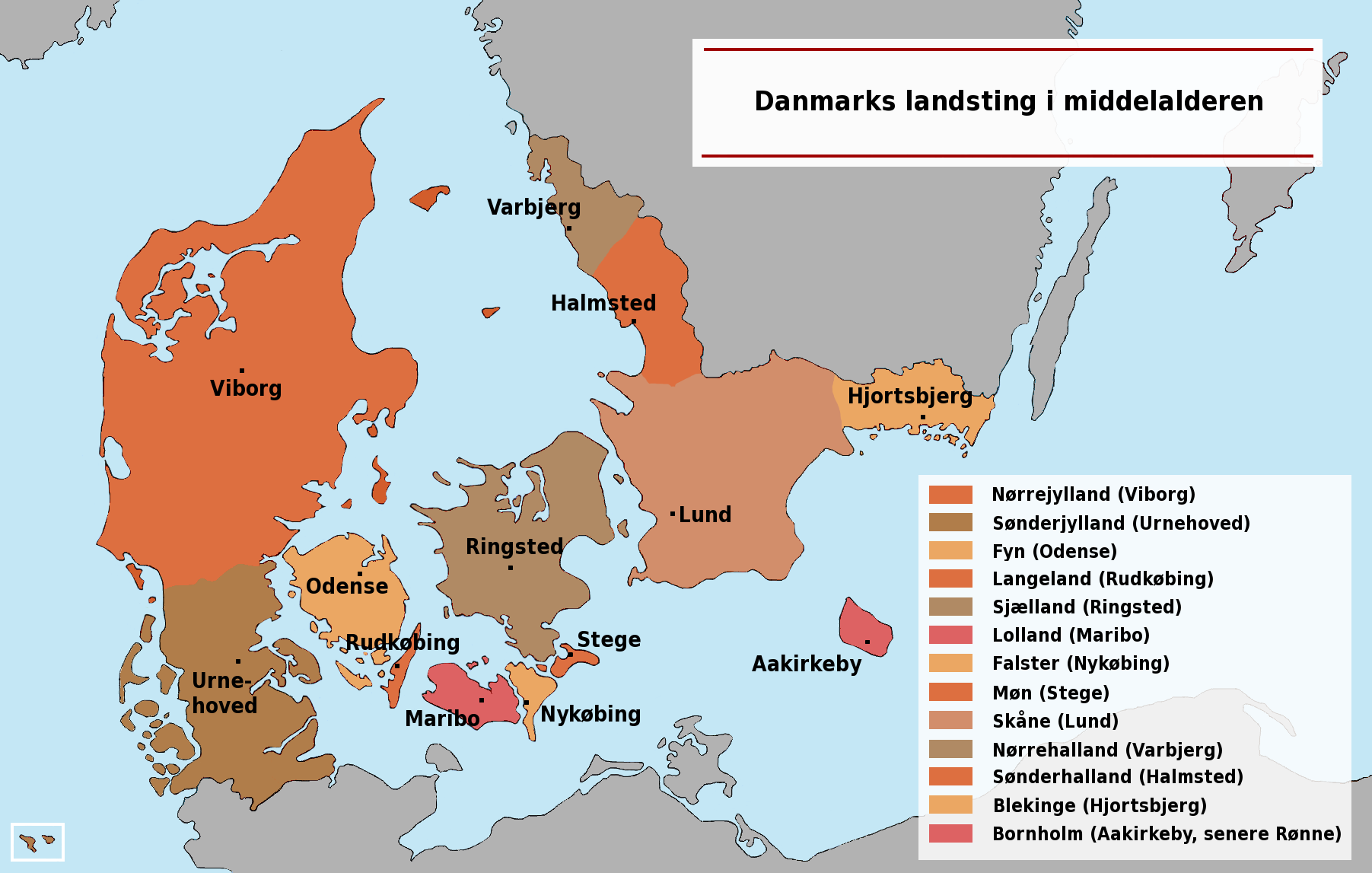
Die dreizehn dänischen Landsting im Mittelalter

Jütland hat seinen Namen von den Jüten, einem germanischen Volksstamm, der wohl ursprünglich eine westgermanische Sprache gesprochen hat. Ein Teil des Stammes scheint zusammen mit den Sueben nach Süden abgewandert zu sein. Ein erheblicher Teil wanderte im 5. Jahrhundert mit den Angeln und Sachsen nach England (an den Medway) aus. Der zurückgebliebene größere Teil wurde von den nordgermanischen Dänen assimiliert, die ihre Heimat im heutigen Südschweden (Schonen) hatten und Jütland von den Dänischen Inseln aus besiedelten. Aus dieser Periode stammt der Siedlungsplatz Hvolris bei Viborg. Die Jüten/Dänen stießen südwärts bis an die Eider vor, wo sie auf Sachsen und Slawen stießen.
Die Bezeichnung der Halbinsel als Kimbrische Halbinsel geht auf die Kimbern zurück, einen germanischen Volksstamm, der um das 1. Jahrhundert v. Chr. mit den Teutonen in die heutige Schweiz und dann – aufgespalten – durchs Rhônetal nach Frankreich oder über den Brennerpass nach Italien zog.
Im Jahr 811 wird in einem Friedensvertrag zwischen Karl dem Großen und Dänemark die Eider als Staatsgrenze festgesetzt, wobei die Grenze zweimal zeitweise an die Linie Eider-Schlei verschoben worden war (vgl. Dänische Mark). Politisch-staatsrechtlich kann somit der Eider bzw. der Linie Eider-Schlei die Funktion einer Grenze Jütlands zuerkannt werden. Im Mittelalter bestanden jeweils in Nørrejylland (Norderjütland) und Sønderjylland (Süderjütland) regionale Landstinge. Im 13. Jahrhundert bildete sich dann aus dem Bereich der drei Sysseln des südlichen Jütlands das Herzogtum Schleswig heraus, das als Lehen des Königreiches Dänemark diesem nur noch mittelbar unterstand. Die meiste Zeit nahm der dänische König in Personalunion jedoch auch die Funktion des Herzogs von Schleswig wahr, so dass er in Schleswig sowohl als König (Lehnsherr) als auch als Herzog (Vasall) auftrat. Ab 1460 war er zusätzlich Graf, ab 1474 Herzog des angrenzenden als Reichslehen zum Heiligen Römischen Reich gehörenden Herzogtums Holstein. An der Westküste Schleswigs bildeten sich noch im Mittelalter die Königlichen Enklaven (z. B. Amrum, Westerland-Föhr, Listerland auf Sylt) heraus, die formell nicht Teil des Herzogtums Schleswig waren, sondern direkt Teil des Königreiches Dänemarks gewesen waren. Sprachlich-Kulturell erstreckte sich das Altdänische oder die daraus sich entwickelnden dänischen Dialekte ursprünglich nördlich einer Linie Husum-Schwabstedt-Eckernförde.
1240 wurde Jütland namengebend für das Jütische Recht (Jyske Lov). Es galt auf der Halbinsel von Skagen im Norden bis an die Kieler Förde-Levensau-Eider-Linie im Süden einschließlich angrenzender Inseln sowie Fünen, Fehmarn und Helgoland. Einige Bestimmungen des Jyske Lov finden südlich der Grenze noch heute Anwendung, sofern sie nicht durch z. B. Bestimmungen des BGB verdrängt worden sind. Bis zur Regierungszeit von König Friedrich I. im 16. Jahrhundert hatten auch die Gesetze des Danehofes noch unmittelbar Gültigkeit in Schleswig. Auch rechtlich kann das südliche Jütland bzw. das Herzogtum Schleswig somit dem Bereich Jütlands zugeordnet werden.
Nach dem Deutsch-Dänischen Krieg gingen die Hoheitsrechte an Sønderjylland bzw. Schleswig von Dänemark an das Preußisch-Österreichische Kondominium 1864 und Preußen 1866. Seit der Abtretung Nordschleswigs vom Deutschen Reich 1920 liegt die Grenze nun im Bereich des sprachlichen Übergangs zwischen Sønderjysk und Standarddänisch (Rigsdansk) im Norden und dem Schleswigschen Plattdeutsch und Neuhochdeutsch im Süden.
Während des Ersten Weltkrieges fand am Nordende der Halbinsel die Schlacht von Jütland oder Skagerrakschlacht statt. Sie war eine der größten Schlachten in der Geschichte des Seekrieges. Sie wurde ausgefochten zwischen der Royal Navy und der kaiserlichen deutschen Marine und führte zu schweren Verlusten auf beiden Seiten.

## Geographie

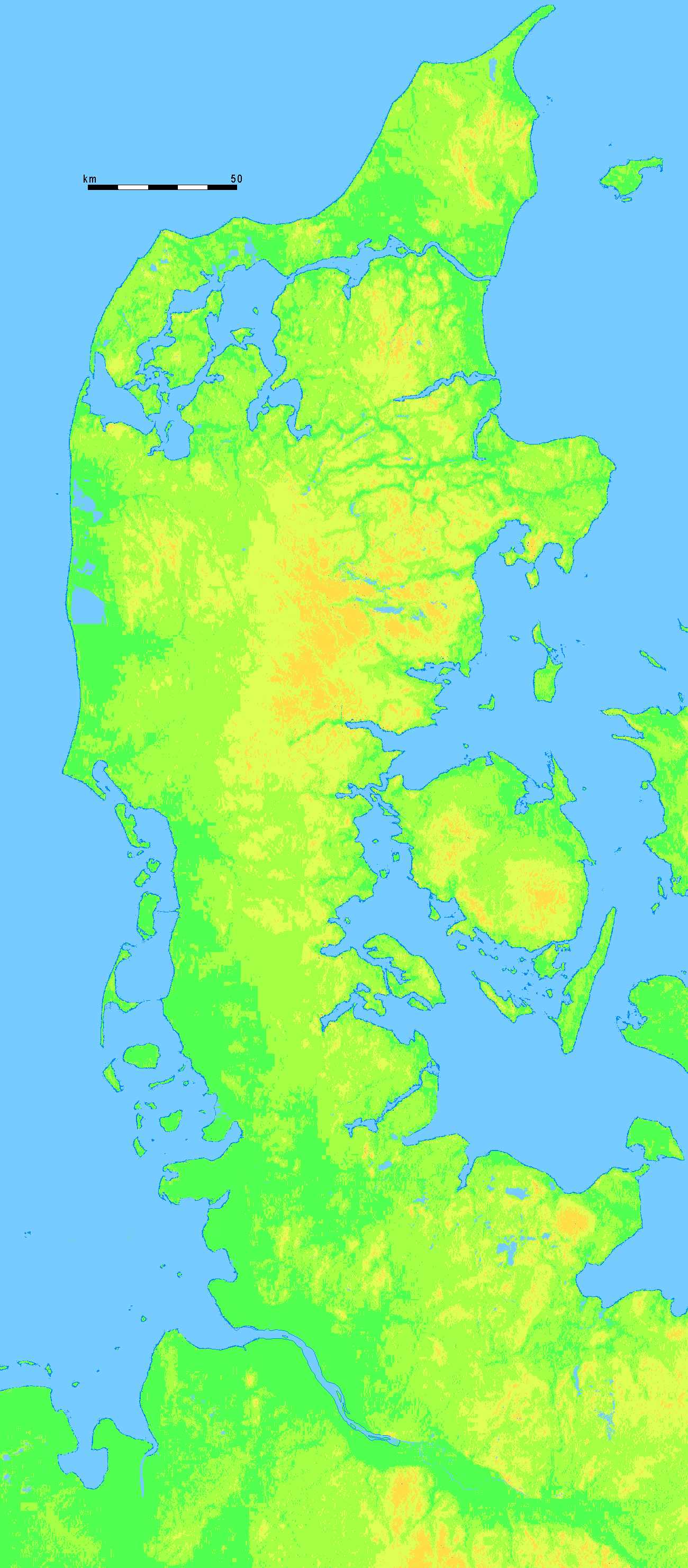
Topografische Karte

Im dänischen Jütland setzt sich das schleswig-holsteinische Landschaftsbild nach Norden fort, mit Marschen an der Nordseeküste im Westen, einem Endmoränenrücken (Geest) in der Mitte und lehmigem Hügelland, das aus den Grundmoränen der Eiszeit besteht, im Osten. Die Küstenstreifen der Nordosthälfte sind dabei vergleichsweise jung, da sich Jütland aufgrund der postglazialen Landhebung entlang einer Diagonalen immer noch 10 mm im Jahr hebt und im Südwesten senkt.
Nördlich von Esbjerg findet sich im Westen eine Ausgleichsküste mit hohen Sanddünen. Vom Limfjord wird Jütland in ostwestlicher Richtung durchschnitten. Mitten durch Jütland verläuft in nord-südlicher Richtung die Wasserscheide des Jütischen Höhenrückens, bei Dollerup beginnend und über die Hüttener Berge sich fortsetzend bis nach Holstein. Auf ihm bildete sich wohl schon in der Steinzeit die Hauptverkehrsader in Nord-Süd-Richtung heraus, der Ochsenweg (dän. Hærvejen).
Höchste Erhebung Jütlands (und mit 170,86 m über NN auch die höchste Erhebung Dänemarks) ist der Møllehøj in unmittelbarer Nähe zum Ejer Bavnehøj und unweit des Yding Skovhøj, die alle im Höhenzug Ejer Bjerge zwischen Skanderborg und Horsens liegen. Längster Fluss und auch längster Fluss Dänemarks ist die Gudenå mit 173 km Länge.

## Himmelsrichtungen
Jütland wird geografisch in nicht immer exakt definierte Gebiete unterteilt. Dabei finden topografische Gegebenheiten, Unterschiede der jütischen Dialekte, die Mentalität der Bevölkerung, wirtschaftliche Struktur und tradierte Verwaltungsgrenzen gleichermaßen Berücksichtigung. Die Abgrenzungen in Nord – Mitte – Süd überschneiden sich dabei mit der Teilung in West – Ost, so dass Regionen je nach Betrachtungsweise zwei verschiedenen Himmelsrichtungen zugeordnet werden können.
Die Unterteilung in Westjütland/Vestjylland und Ostjütland/Østjylland folgt in etwa dem jütischen Höhenrücken. Er markiert auch ungefähr die Dialektgrenze zwischen West- und Ostjütisch. Historisch betrachtet war Westjütland eine von Armut geprägte Region, deren Landwirtschaft aber auf Freibauerntum fußte, während der wohlhabende Ostteil von Gutswirtschaft und städtischem Handel geprägt war. Bei Jens Peter Trap wurde zur Abgrenzung die Linie Dollerup–Padborg vorgeschlagen.
Bei der Unterteilung in Nord-Süd-Richtung ist zunächst die historische Aufteilung in Norderjütland/Nørrejylland und Süderjütland/Sønderjylland entlang der Königsau zu beachten. Norderjütland besteht nun aus Nordjütland, Mitteljütland und Sydjylland.

### Übersicht nach Kommunen
Die 2007 gebildeten dänischen Kommunen lassen sich annäherungsweise zuordnen. In der Übersichtstabelle sind Doppelnennungen möglich. Nebenhimmelsrichtungen gehören immer beiden Himmelsrichtungen an.
| Himmelsrichtung | dänisch         | Kommune           | Anmerkungen                                                     |
| --------------- | --------------- | ----------------- | --------------------------------------------------------------- |
| Nordjütland     | Nordjylland     | Aalborg           |                                                                 |
| Nordjütland     | Nordjylland     | Brønderslev       |                                                                 |
| Nordjütland     | Nordjylland     | Frederikshavn     |                                                                 |
| Nordjütland     | Nordjylland     | Hjørring          |                                                                 |
| Nordjütland     | Nordjylland     | Jammerbugt        |                                                                 |
| Nordjütland     | Nordjylland     | Læsø              |                                                                 |
| Nordjütland     | Nordjylland     | Mariagerfjord     | Mariagerfjord Kommune südlich des Mariager-Fjords zu Ostjütland |
| Nordjütland     | Nordjylland     | Rebild            |                                                                 |
| Nordjütland     | Nordjylland     | Vesthimmerland    |                                                                 |
| Nordwestjütland | Nordvestjylland | Morsø             |                                                                 |
| Mitteljütland   | Midtjylland     | Skive             |                                                                 |
| Nordwestjütland | Nordvestjylland | Thisted           |                                                                 |
| Westjütland     | Vestjylland     | Lemvig            |                                                                 |
| Westjütland     | Vestjylland     | Struer            |                                                                 |
| Westjütland     | Vestjylland     | Herning           | Orte im Osten der Kommune meist als mitteljütisch identifiziert |
| Westjütland     | Vestjylland     | Holstebro         |                                                                 |
| Westjütland     | Vestjylland     | Ringkøbing-Skjern |                                                                 |
| Südwestjütland  | Sydvestjylland  | Billund           |                                                                 |
| Südwestjütland  | Sydvestjylland  | Varde             |                                                                 |
| Südwestjütland  | Sydvestjylland  | Esbjerg           |                                                                 |
| Südwestjütland  | Sydvestjylland  | Vejen             | Südteil zu Süderjütland                                         |
| Südwestjütland  | Sydvestjylland  | Fanø              |                                                                 |
| Süderjütland    | Sønderjylland   | Haderslev         |                                                                 |
| Süderjütland    | Sønderjylland   | Tønder            |                                                                 |
| Süderjütland    | Sønderjylland   | Aabenraa          |                                                                 |
| Süderjütland    | Sønderjylland   | Sønderborg        |                                                                 |
| Südostjütland   | Sydøstjylland   | Vejle             |                                                                 |
| Südostjütland   | Sydøstjylland   | Fredericia        |                                                                 |
| Südostjütland   | Sydøstjylland   | Kolding           | Südteil zu Süderjütland                                         |
| Südjütland      | Sydjylland      | ( … )             | besteht aus Südost- und Südwestjütland                          |
| Ostjütland      | Østjylland      | Randers           |                                                                 |
| Ostjütland      | Østjylland      | Norddjurs         |                                                                 |
| Ostjütland      | Østjylland      | Favrskov          |                                                                 |
| Ostjütland      | Østjylland      | Syddjurs          |                                                                 |
| Ostjütland      | Østjylland      | Aarhus            |                                                                 |
| Ostjütland      | Østjylland      | Skanderborg       |                                                                 |
| Ostjütland      | Østjylland      | Silkeborg         |                                                                 |
| Ostjütland      | Østjylland      | Odder             |                                                                 |
| Ostjütland      | Østjylland      | Horsens           |                                                                 |
| Ostjütland      | Østjylland      | Samsø             |                                                                 |
| Ostjütland      | Østjylland      | Hedensted         |                                                                 |
| Mitteljütland   | Midtjylland     | Viborg            |                                                                 |
| Mitteljütland   | Midtjylland     | Silkeborg         |                                                                 |
| Mitteljütland   | Midtjylland     | Ikast-Brande      |                                                                 |
| Mitteljütland   | Midtjylland     | Randers           |                                                                 |
| Mitteljütland   | Midtjylland     | Norddjurs         |                                                                 |
| Mitteljütland   | Midtjylland     | Favrskov          |                                                                 |
| Mitteljütland   | Midtjylland     | Syddjurs          |                                                                 |
| Mitteljütland   | Midtjylland     | Aarhus            |                                                                 |
| Mitteljütland   | Midtjylland     | Skanderborg       |                                                                 |
| Mitteljütland   | Midtjylland     | Odder             |                                                                 |
| Mitteljütland   | Midtjylland     | Horsens           |                                                                 |
| Mitteljütland   | Midtjylland     | Samsø             |                                                                 |
| Mitteljütland   | Midtjylland     | Hedensted         |                                                                 |
| Mitteljütland   | Midtjylland     | Lemvig            |                                                                 |
| Mitteljütland   | Midtjylland     | Struer            |                                                                 |
| Mitteljütland   | Midtjylland     | Herning           |                                                                 |
| Mitteljütland   | Midtjylland     | Holstebro         |                                                                 |
| Mitteljütland   | Midtjylland     | Ringkøbing-Skjern |                                                                 |

## Verwaltungsgliederung

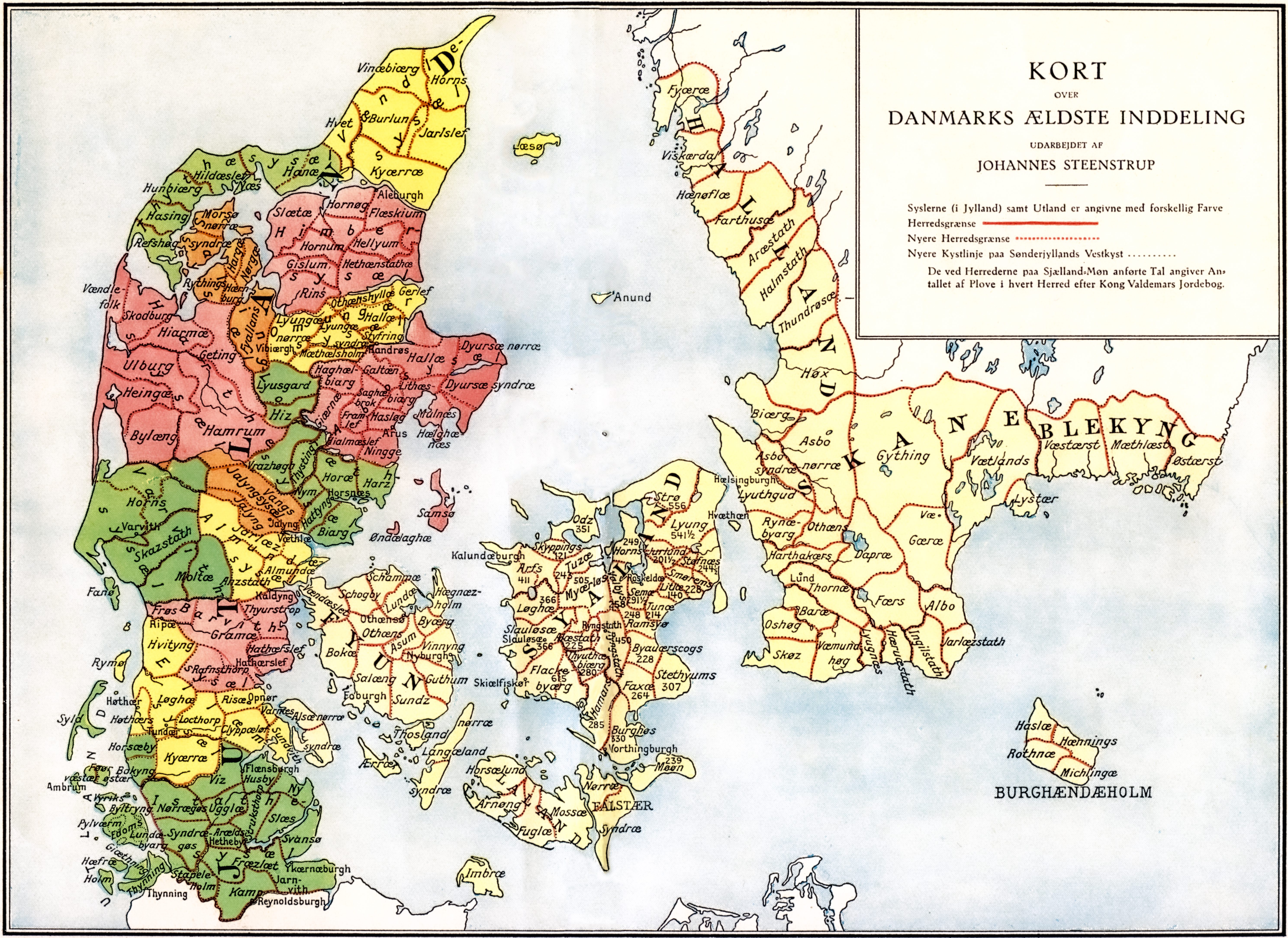
Harden in Dänemark im Mittelalter

Jütland bildet keine eigene Verwaltungseinheit. Es umfasst seit der Kommunalreform von 2007 die dänischen Verwaltungsregionen Region Nordjylland, Region Midtjylland sowie den größten Teil der Region Syddanmark.
Jütland bildet jedoch einen Obergerichtsbezirk, für den das Westliche Landesgericht (Vestre Landsret) mit Sitz in Viborg zuständig ist. Bis zur Anpassung des Wahlgesetzes infolge der Kommunalreform bildete ganz Jütland einen von drei Oberwahlbezirken in Abgrenzung zu Hovedstaden (Kopenhagen und Frederiksberg) und Øerne (die Inseln Fünen, Seeland, Lolland, Falster u. a.). Das Dänische Amt für Statistik erhält eine doppelte Gebietsunterteilung aufrecht, wodurch statistische Informationen sowohl unter den Verwaltungseinheiten (Regionen, Kommunen) als auch unter geographischen Gesichtspunkten abrufbar sind.
Historisch bestand Jütland aus mehreren Sysseln, die wiederum in mehrere Harden unterteilt waren. Später wurden die Ämter eingeführt, so dass mehrere Harden ein Amt bildeten.

## Wirtschaft
Das weltbekannte Unternehmen Lego hat seinen Sitz in Billund. Bedeutende Wirtschaftszweige sind unter anderem der Tourismus, vor allem an der Nordseeküste, sowie die Fischerei und Nahrungsmittelproduktion. Wichtige Industrie- und Hafenstädte wie Kolding, Horsens oder Aarhus sind besonders an der Ostsee oder an Fjorden zu finden. In Esbjerg, der fünftgrößten Stadt Dänemarks, befindet sich der bedeutendste Nordseehafen des Landes, von dem bis 2014 mehrmals wöchentlich eine Auto- und Personenfähre nach Harwich (Großbritannien) verkehrte.

## Dialekte
In Jütland werden neben dem Standarddänischen traditionell die jütländischen Dialekte Vest-, Øst- und Sønderjysk gesprochen, die sich teilweise wieder in kleinere Unterdialekte aufteilen. Sønderjysk wurde bis in das 18. und 19. Jahrhundert noch bis zu einer Linie Husum-Eckernförde gesprochen (genannt sei z. B. das Angeldänische). Nach dem Sprachwechsel zum Deutschen findet sich das Sønderjysk auf deutscher Seite inzwischen nur noch in grenznahen Orten.
Die deutsche Minderheit in Nordschleswig spricht zudem Deutsch (Nordschleswigdeutsch), die dänische in Südschleswig entsprechend Südschleswigdänisch, im ländlichen Bereich Südschleswigs findet sich noch Niederdeutsch sowie in Teilen Nordfrieslands zwischen Eider und Wiedau nordfriesische Dialekte.

## Sehenswürdigkeiten

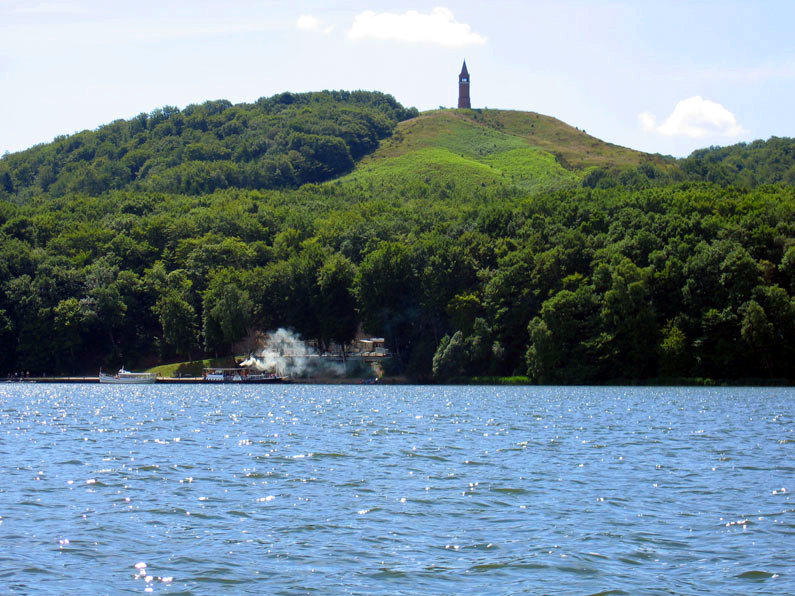
Natur. Himmelbjerget bei Silkeborg

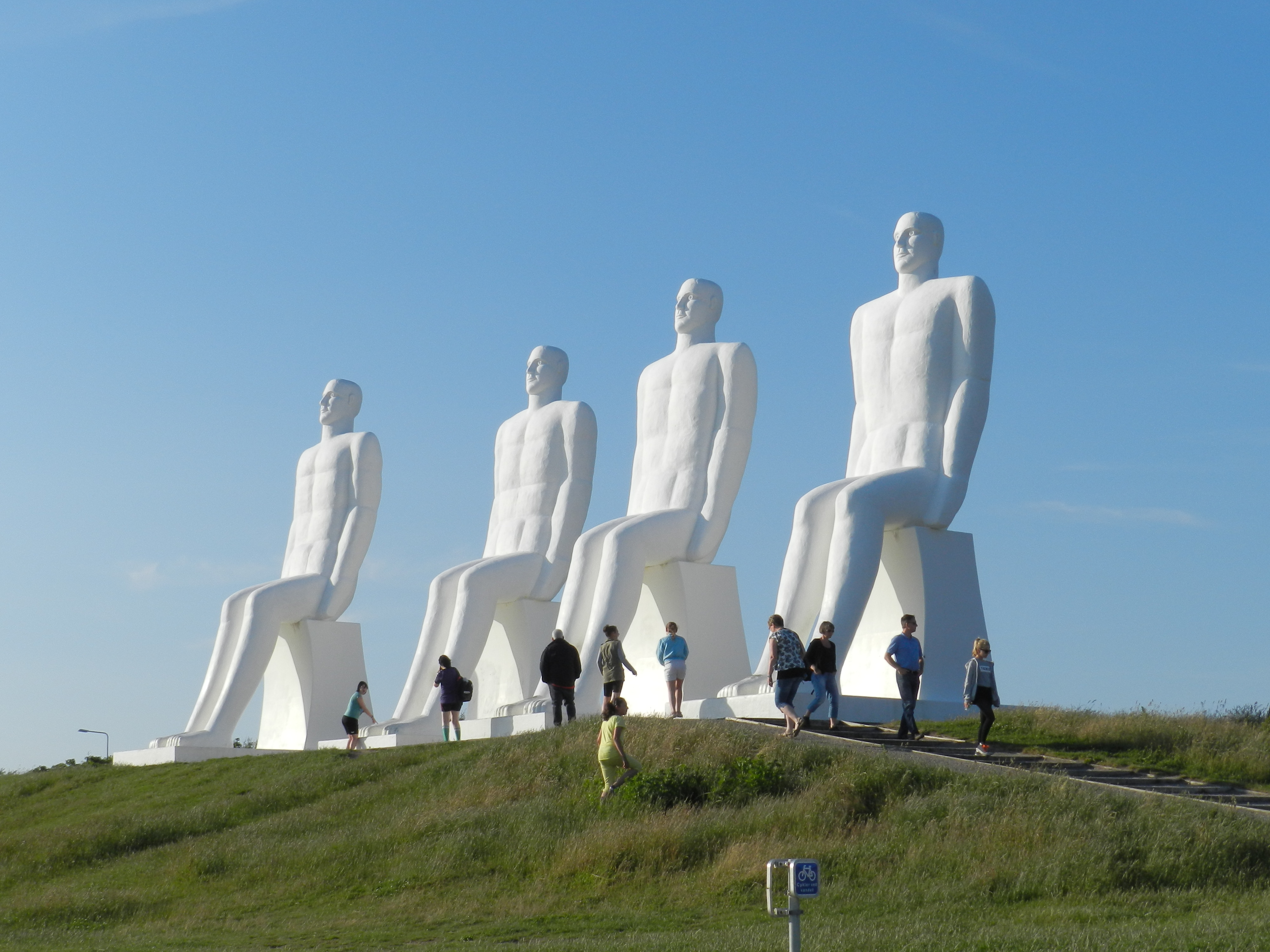
Kultur. Svend Wiig Hansen: Menschen am Meer, Esbjerg

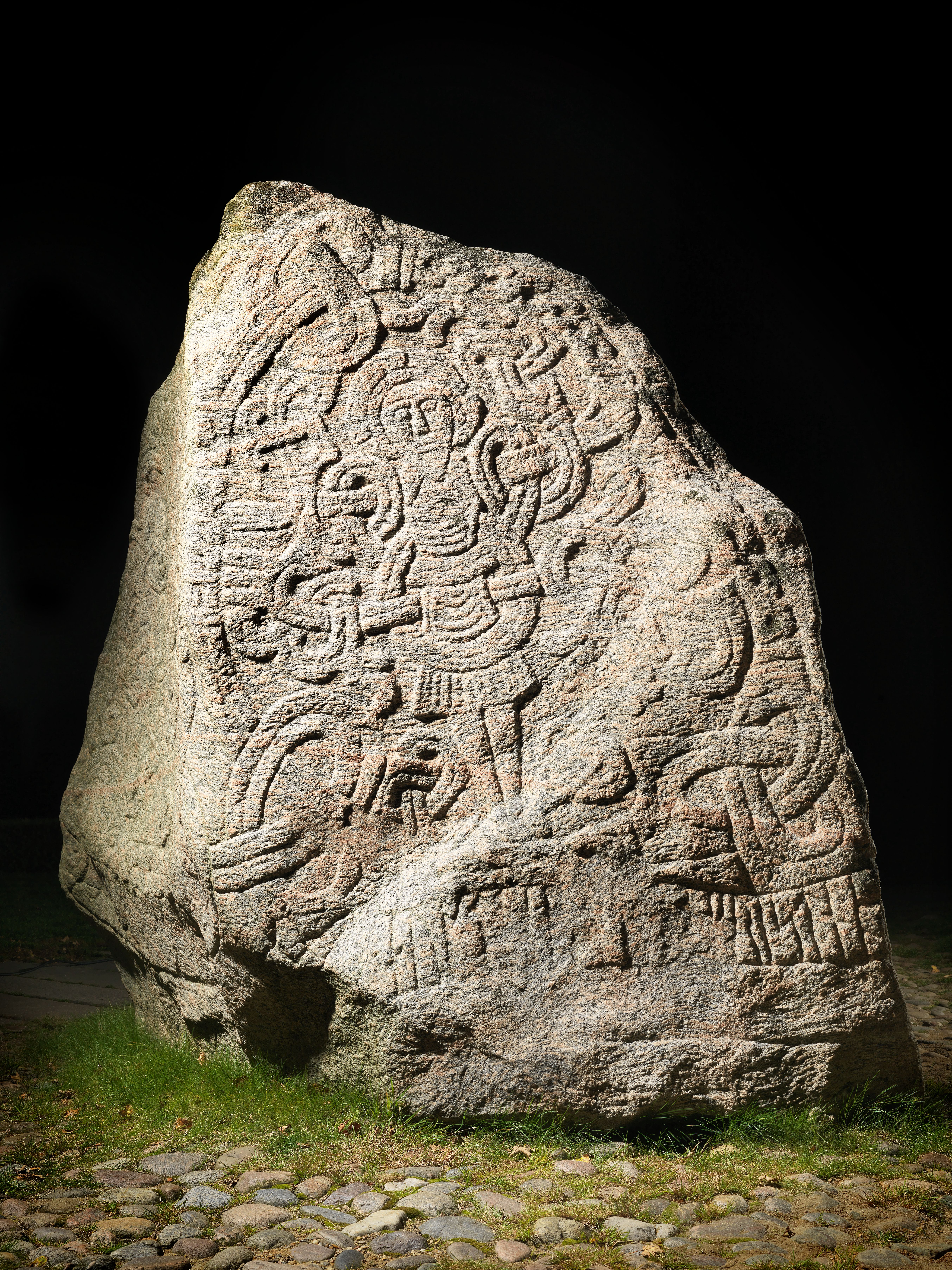
Geschichte. UNESCO-Weltkulturerbe in Jelling

Neben seinen Naturschönheiten hat Jütland zahllose Zeugnisse der Erd- und Frühgeschichte zu bieten. Megalithanlagen, aufgelassene Klöster, Museen, Schlösser und Herrenhäuser, hunderte Dorfkirchen aus dem 12. und 13. Jahrhundert lohnen einen Besuch.
- Den Gamle By in Aarhus
- Hjerl Hede (Freilichtmuseum)
- UNESCO-Weltkulturerbe Runensteine von Jelling („Taufstein Dänemarks“)
- Fregatte Jylland
- Kirche von Thorsager (Rundkirche)
- Moesgård (Freilichtmuseum)
- Mønsted-Kalkgruben in (Stoholm)
- Schloss Clausholm
- Schloss Rosenholm
- Skjern Egvad Museum (Freilichtmuseum)
- Fresken in der Kirche Vrå
- Fyrkat bei Hobro
- UNESCO-Weltnaturerbe Dänisches Wattenmeer

Zwischen der deutsch-dänischen Grenze und der Eider (im Landesteil Schleswig) kommen weitere Sehenswürdigkeiten hinzu, zum Beispiel:
- Schloss Gottorf
- Schloss Glücksburg
- St.-Petri-Dom zu Schleswig
- Haithabu und das Danewerk
- Friedrichstadt (Holländersiedlung)

## Städte

### Die wichtigsten Städte in Jütland
- Aabenraa (deutsch Apenrade)
- Aalborg
- Aarhus, zweitgrößte Stadt Dänemarks
- Billund
- Brønderslev
- Ebeltoft
- Esbjerg
- Fredericia
- Frederikshavn
- Grenaa
- Grindsted
- Haderslev (deutsch Hadersleben)
- Hanstholm
- Herning
- Hirtshals
- Hjørring
- Holstebro
- Horsens
- Kolding
- Randers
- Ribe (deutsch Ripen)
- Ringkøbing
- Silkeborg
- Skanderborg
- Skagen
- Skive
- Sønderborg (deutsch Sonderburg)
- Struer
- Thisted
- Tønder (deutsch Tondern)
- Vejle
- Viborg

### Deutsche Städte im Geltungsbereich des Jütischen Rechts
- Arnis
- Bredstedt
- Büdelsdorf
- Eckernförde
- Fehmarn
- Flensburg
- Friedrichstadt
- Garding
- Glücksburg
- Husum
- Kappeln
- Kiel (nordwestliche Stadtteile)
- Niebüll
- Rendsburg (zeitweilig auch holsteinisch)[8]
- Schleswig (Stadt)
- Tönning
- Westerland (seit 2009 zur Gemeinde Sylt)
- Wyk auf Föhr